# 安古加滕島
69°4′S 39°36′E / 69.067°S 39.600°E
安古加滕島，是南極洲的島嶼，位於毛德皇后地的哈拉爾王子海岸，處於特群島東南面1.6公里，屬於弗拉特韋爾群島的一部分，根據挪威探險隊拍攝的空中照片繪入地圖，現時由南極條約體系管理。